# テュルク系民族

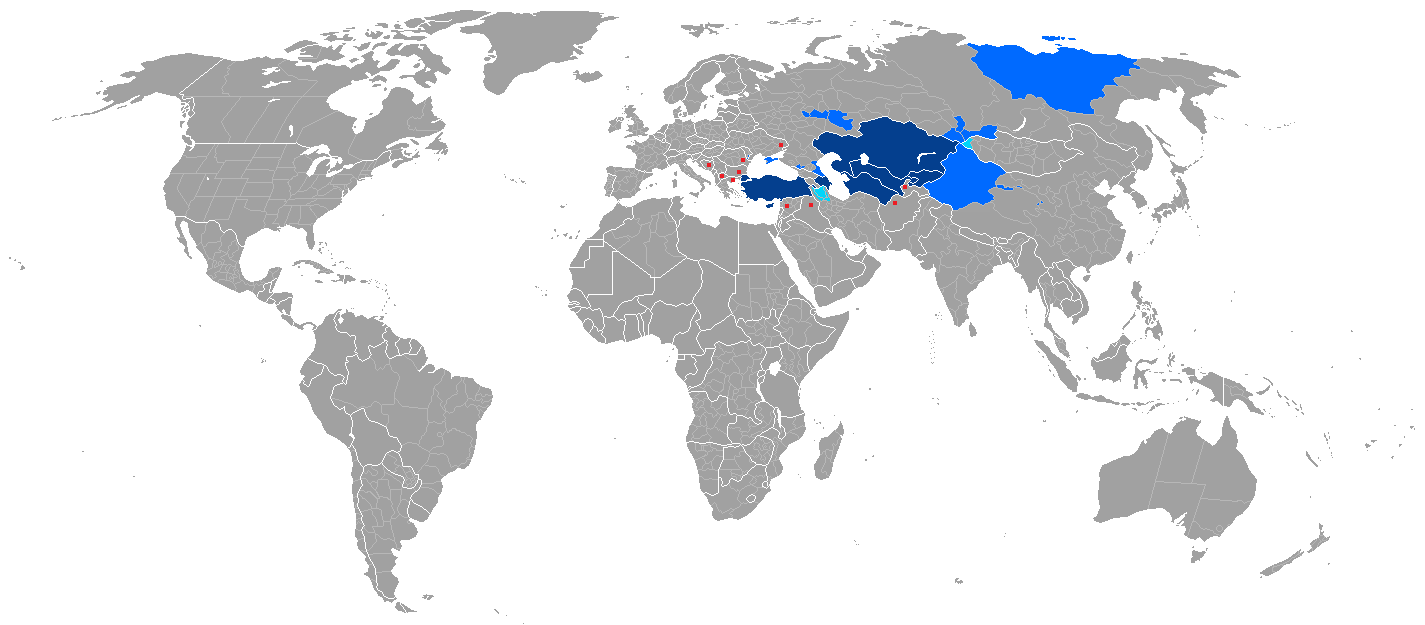
世界のテュルク系民族の分布。濃い青色の部分はテュルク系言語を公用語にしている国。薄い青色の部分はテュルク系言語を公用語にしている自治地域。

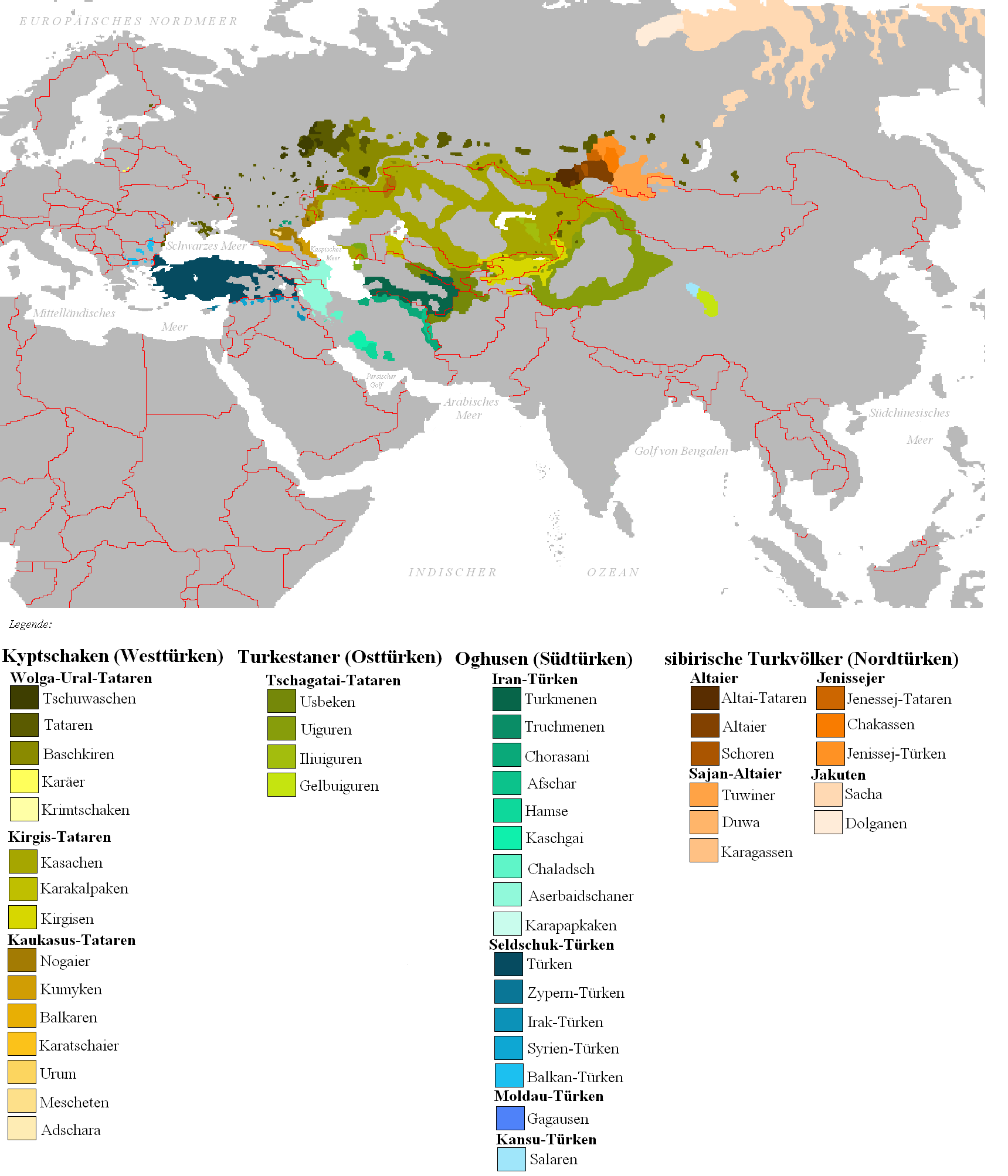
テュルク系民族の分布。

テュルク系民族（テュルクけいみんぞく、 英語: Turkic peoplesまたはTurks、ロシア語: Тюрки、トルコ語: Türk halkları）とは、チュルク語族の言語を使用する民族集団である。ユーラシア大陸の中央部を斜めに貫く、東シベリアからトルコ共和国にまで及ぶ乾燥地域を中心にシベリア、中央アジアおよび西アジア、東欧などに広く分布する。トルコ系諸民族、テュルク系諸族などとも。

## 呼称・表記
英語では、狭義のテュルク / トルコと言うべき一民族をTurkishと呼び、広義のテュルク / トルコであるテュルク系諸民族全体をTurkicと呼んで区別しており、ロシア語など他のいくつかの言語でも類似の区別がある。
これにならい、日本語でも狭義のトルコに「トルコ」、広義のトルコに「テュルク」をあてて区別する用法があり、ここでもこれにならう。
同じく漢字を使用する台湾、中国など中国語圏では、狭義のトルコを「土耳其」（トルコ）、広義のトルコを「突厥」（とっけつ）と呼んでいる。
歴史学者の森安孝夫は、近年の日本の歴史学界において「テュルク」「チュルク」という表記がよく見られるとしながらも「トルコ民族」という表記をしたうえで、その定義を「唐代から現代にいたる歴史的・言語的状況を勘案して、方言差はあっても非常に近似しているトルコ系の言語を話していたに違いないと思われる突厥、鉄勒、回紇、葛邏禄、抜悉蜜、沙陀族などを一括りにした呼称」としている。
人種的には東部でモンゴロイド、西部でコーカソイドと東西で大きく異なるが、人種に関係なくテュルク諸語を母語とする民族は一括してテュルク系民族と定義される。

## 歴史

### 起源
テュルク系民族の原郷についての定説がないが、ウラル山脈以東の草原地帯に求める説が有力である。モンゴル系民族と近接していた。人種的には同じくモンゴロイドで（プロト・テュルク）、唐代まではそのほとんどが黒髪・直毛・黒目だったと考えられている。
唐代の終わり頃東ウイグル可汗国が崩壊しテュルク系民族がモンゴリア―アルタイ地方から移動して天山山脈からタリム盆地全体を支配した。その結果、先住のコーカソイドのインド＝ヨーロッパ語族は何世代か後にはテュルク化し、テュルク系言語の話者となった。
ただし、言語上、エスニシティ上の関連性について、確たる証拠となるような記録が十分残されているとは言い難い。言語学者の仮説によれば、前3000～前500年ごろにはテュルク祖語が話されていたというが、直接的な証拠は何も残されていない。
現代のテュルク族は匈奴やフン族が自分たちの先祖だと考えている（ただし学説は確立していない）。

### 丁零（ていれい）
「丁零」或いは「丁令」と記される民族は匈奴と同時代にモンゴル高原の北方、バイカル湖あたりからカザフステップに居住していた遊牧民であり、これも「テュルク」の転写と考えられている。
丁零は匈奴が強盛となれば服属し、匈奴が衰えを見せれば離反を繰り返していた。やがて匈奴が南北に分裂してモンゴル高原の支配権を失うと、東の鮮卑がモンゴル高原に侵攻して高原の支配権を握ったが、これに対しても丁零はその趨勢に応じて叛服を繰り返していた。
五胡十六国時代、鮮卑の衰退後はモンゴル高原に進出し、一部の丁零人は中国に移住して翟魏を建てた。

### 高車（こうしゃ）
モンゴル高原に進出した丁零人は南北朝時代に中国人（拓跋氏政権）から「高車」と呼ばれるようになる。
これは彼らが移動に使った車両の車輪が高大であったためとされる。初めはモンゴル高原をめぐって拓跋部の代国や北魏と争っていたが、次第に台頭してきた柔然が強大になったため、それに従属するようになった。487年、高車副伏羅部の阿伏至羅は柔然の支配から脱し、独立を果たす（阿伏至羅国）。
阿伏至羅国は柔然やエフタルと争ったが、6世紀に柔然に敗れて滅亡した。

### 突厥（とっけつ）・鉄勒（てつろく）

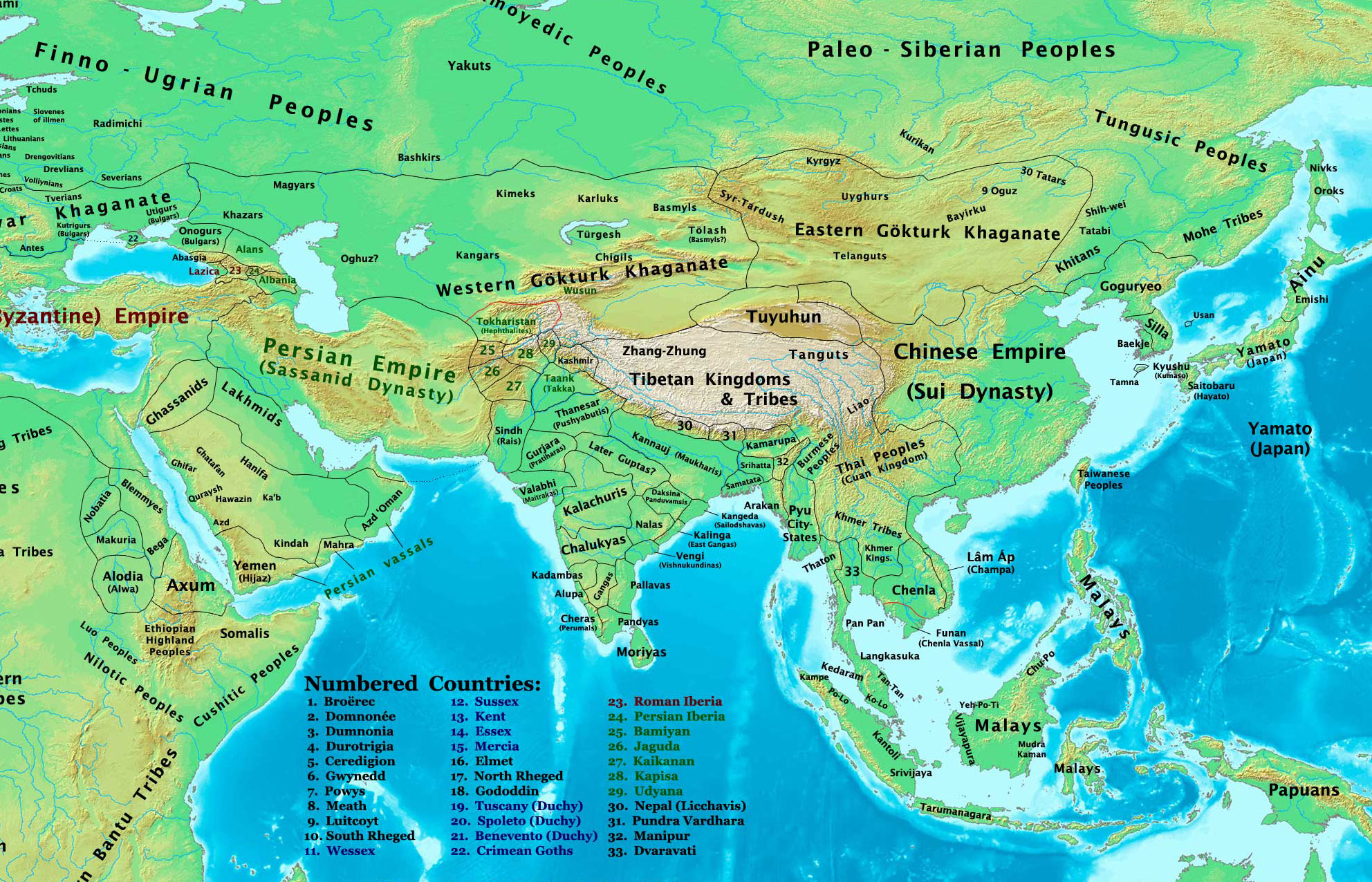
7世紀の東西突厥。Western Gokturk Khaganate＝西突厥、Eastern Gokturk Khaganate＝東突厥、Chinese Empire (Sui Dynasty)＝隋、Tuyuhun＝吐谷渾、Persian Empire (Sassanid Dynasty)＝サーサーン朝

中央ユーラシア東部の覇者であった柔然可汗国はその鍛鉄奴隷であった「突厥」によって滅ぼされる（555年）。突厥は柔然の旧領をも凌ぐ領土を支配し、中央ユーラシアをほぼ支配下においた。
そのため東ローマ帝国の史料にも「テュルク」として記され、その存在が東西の歴史に記されることとなる。
また、突厥は自らの言語（テュルク語）を自らの文字（突厥文字）で記しているので、古代テュルク語がいかなるものであったかを知ることができる。
突厥は582年に東西に分裂し、8世紀には両突厥が滅亡した。
一方で突厥と同時代に突厥以外のテュルク系民族は「鉄勒」と記され、中央ユーラシア各地に分布しており、中国史書からは「最多の民族」と記された。鉄勒は突厥可汗国の重要な構成民族であったが、突厥が衰退すれば独立し、突厥が盛り返せば服属するということを繰り返していた。
やがて鉄勒は九姓（トクズ・オグズ）と呼ばれ、その中から回紇（ウイグル）が台頭し、葛邏禄（カルルク）、抜悉蜜（バシュミル）といったテュルク系民族とともに東突厥第二可汗国を滅ぼした。

### 突厥の滅亡後
中央ユーラシア全域を支配したテュルク帝国（突厥）であったが、両突厥の滅亡後は中央ユーラシア各地に広まったテュルク系民族がそれぞれの国を建て、細分化していった。
モンゴル高原では東突厥を滅ぼした回紇（ウイグル）が回鶻可汗国を建て、中国の唐王朝と友好関係となってシルクロード交易で繁栄したが、内紛が頻発して黠戛斯（キルギス）の侵入を招き、840年に崩壊した。
その後のウイグルは甘州ウイグル王国、天山ウイグル王国を建てて西域における定住型テュルク人（現代ウイグル人）の祖となり、タリム盆地のテュルク化を促進した。
中央アジアではカルルク、突騎施（テュルギシュ）、キメク、オグズといった諸族が割拠していたが、10世紀にサーマーン朝の影響を受けてイスラーム化が進み、テュルク系民族初のイスラーム教国となるカラハン朝が誕生する。
カスピ海以西ではブルガール、ハザール、ペチェネグが割拠しており、南ルーシの草原で興亡を繰り広げていた。
11世紀になるとキメクの構成部族であったキプチャク（クマン人、ポロヴェツ）が南ルーシに侵入し、モンゴルの侵入まで勢力を保つ。

### テュルクのイスラーム化
テュルク系国家で最も早くイスラームを受容したのはカラハン朝であるが、オグズから分かれたセルジューク家率いる一派も早くからイスラームに改宗し、サーマーン朝の庇護を受けた。
彼らはやがてトゥルクマーン（イスラームに改宗したオグズ）と呼ばれ、中央アジア各地で略奪をはたらき、土地を荒廃させていったが、セルジューク家のトゥグリル・ベグによって統率されるようになると、1040年にガズナ朝を潰滅させ、ホラーサーンの支配権を握る。
1055年、トゥグリル・ベクはバグダードに入城し、アッバース朝のカリフから正式にスルターンの称号を授与されるとスンナ派の擁護者としての地位を確立する。
このセルジューク朝が中央アジアから西アジア、アナトリア半島にいたる広大な領土を支配したために、テュルク系ムスリムがこれらの地域に広く分布することとなった。
また、イスラーム世界において奴隷としてのテュルク（マムルーク）は重要な存在であり、イスラーム勢力が聖戦（ジハード）によって得たテュルク人捕虜は戦闘力に優れているということでサーマーン朝などで重宝され、時にはマムルーク自身の王朝（ホラズム・シャー朝、ガズナ朝、マムルーク朝、奴隷王朝など）が各地に建てられることもあった。
こうした中で「テュルク・イスラーム文化」というものが開花し、数々のイスラーム書籍がテュルク語によって書かれることとなる。こうしたことによってイスラーム世界におけるテュルク語の位置はアラビア語、ペルシア語に次ぐものとなり、テュルク人はその主要民族となった。

### 西域（トルファン、タリム盆地、ジュンガル盆地）のテュルク化
840年にウイグル可汗国が崩壊すると、その一部は天山山脈山中のユルドゥズ地方の広大な牧草地を確保してこれを本拠地とし、天山ウイグル王国を形成した。天山ウイグル王国はタリム盆地、トルファン盆地、ジュンガル盆地の東半分を占領し、マニ教、仏教、景教（ネストリウス派キリスト教）を信仰した。
一方、東トルキスタンの西半分はイスラームを受容したカラハン朝の領土となったため、カシュガルを中心にホータンやクチャもイスラーム圏となる。
これら2国によって西域はテュルク語化が進み、古代から印欧系の言語（北東イラン語派、トカラ語）であったオアシス住民も11世紀後半にはテュルク語化した。

### 中央アジア草原地帯、西トルキスタンのテュルク化

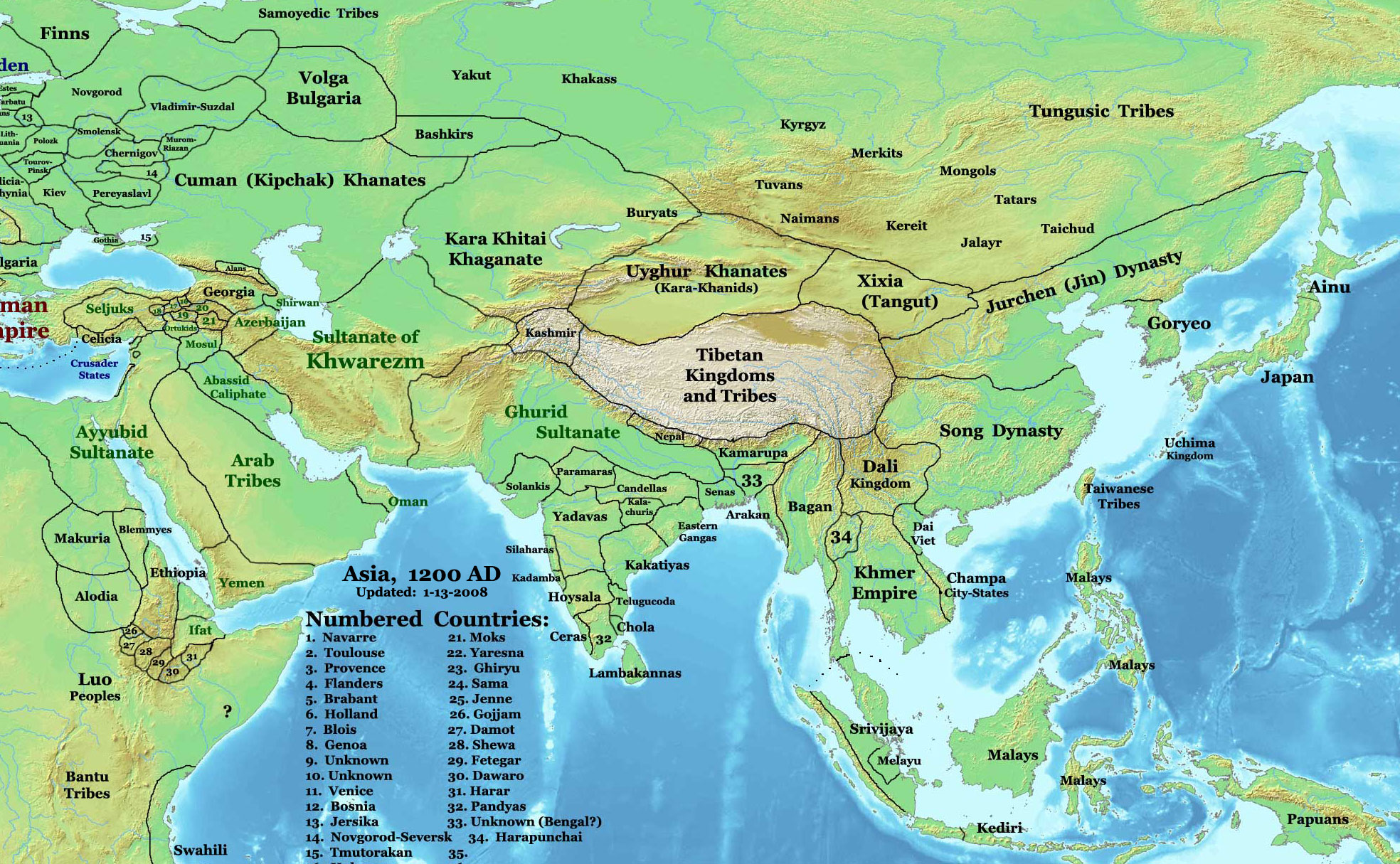
13世紀前半の世界。

中央アジアの草原地帯にはカルルク、テュルギシュ、キメク、オグズといった西突厥系の諸族が割拠しており、オアシス地帯ではイラン系の定住民がすでにイスラーム教を信仰していた。草原地域では、イラン系遊牧民が急速にテュルク語化した。
一方のオアシス地帯では、口語は12世紀頃までに概ねテュルク語化したものの、行政文書や司法文書などには専らアラビア文字による文書（ペルシャ語など）が用いられ、継続性が必要とされる特性上テュルク語への置換はゆっくりとしたものであった。
他言語話者がテュルク語に変更するにはテュルク語でイスラーム教を布教するのが最も効果的なのであるが、西トルキスタンでは定住民がすでにムスリム（イスラーム教徒）であったため、あるいは遊牧民と定住民の住み分けが明確になされていたため、人口が多かったために東トルキスタンほど急速にテュルク化が起きなかった。
西トルキスタンに於ける最終的なテュルク語化は、ホラズム・シャー朝、カラキタイ、ティムール朝、シャイバーニー朝といった王朝の下でゆっくりと進行した。

### モンゴル帝国の拡大

チンギス・カン在世中の諸遠征とモンゴル帝国の拡大。

古代からモンゴル高原には絶えず統一遊牧国家が存在してきたが、840年のウイグル可汗国（回鶻）の崩壊後は360年の長期にわたって統一政権が存在しない空白の時代が続いた。これはゴビの南（漠南）を支配した遼（契丹）や金（女真）といった王朝が、巧みに干渉して漠北に強力な遊牧政権が出現しないよう、政治工作をしていたためであった。
当時、モンゴル高原にはケレイト、ナイマン、メルキト、モンゴル、タタル、オングト、コンギラトといったテュルク・モンゴル系の諸部族が割拠していたが、13世紀初頭にモンゴル出身のテムジンがその諸部族を統一して新たな政治集団を結成し、チンギス・カン（在位: 1206年 - 1227年）として大モンゴル・ウルス（モンゴル帝国）を建国した。
チンギス・カンはさらに周辺の諸民族・国家に侵攻し、北のバルグト、オイラト、キルギス、西のタングート（西夏）、天山ウイグル王国、カルルク、カラキタイ（西遼）、ホラズム・シャー朝をその支配下に置き、短期間のうちに大帝国を築き上げた。
チンギス・カンの後を継いだオゴデイ・カアン（在位: 1229年 - 1241年）も南の金朝を滅ぼして北中国を占領し、征西軍を派遣してカスピ海以西のキプチャク、ヴォルガ・ブルガール、ルーシ諸公国を支配下に置いてヨーロッパ諸国にも侵攻した。
こうしてユーラシア大陸を覆い尽くすほどの大帝国となったモンゴルであったが、第4代モンケ・カアン（在位: 1251年 - 1259年）の死後に後継争いが起きたため、帝国は4つの国に分裂してしまう。

### モンゴルの支配下
この史上最大の帝国に吸収されたテュルク系諸民族であったが、支配層のモンゴル人に比べてその人口が圧倒的多数であったため、また文化的にテュルク語が普及していたため、テュルクのモンゴル語化はあまり起きなかった。
むしろイスラーム圏に領地を持ったチャガタイ・ウルス、フレグ・ウルス、ジョチ・ウルスではイスラームに改宗するとともにテュルク語を話すモンゴル人が現れた。
こうしてモンゴル諸王朝のテュルク・イスラーム化が進んだために、モンゴル諸王朝の解体後はテュルク系の国家が次々と建設されることとなった。

### チャガタイ領のテュルク
チンギス政権以来、天山ウイグル王国はモンゴル帝国の庇護を受け、14世紀後半にいたるまでその王権が保たれた。
それはウイグル人が高度な知識を持ち、モンゴル帝国の官僚として活躍したことや、モンゴルにウイグル文字を伝えてモンゴル文字の基礎になったこと、オアシス定住民の統治に長けていたことが挙げられる。
モンゴルの内紛が起きると天山ウイグル政権はトルファン地域を放棄したが、その精神を受け継いだウイグル定住民たちは現在もウイグル人として生き続けている。
一方、カラハン朝以来イスラーム圏となっていたタリム盆地西部以西にはモンゴル時代にチャガタイ・ウルス（チャガタイ汗国）が形成され、天山ウイグル領で仏教圏であった東部もその版図となり、イスラーム圏となる。
やがてチャガタイ汗国はパミールを境に東西に分裂するが、この要因の一つにモンゴル人のテュルク化が挙げられる。
マー・ワラー・アンナフル（トランスオクシアナ）を中心とする西側のモンゴル人はイスラームを受容してテュルク語を話し、オアシス定住民の生活に溶け込んでいった。
彼ら自身は「チャガタイ」と称したが、モンゴルの伝統を重んじる東側のモンゴル人は彼らを「カラウナス（混血児）」と蔑み、自身を「モグール」と称した。そのためしばらく東トルキスタンは「モグーリスタン」と呼ばれることとなる。

### ティムール朝
西チャガタイ・ハン国から台頭したティムールは西トルキスタンとイラン方面（旧フレグ・ウルス）を占領し、モグーリスタンとジョチ・ウルスをその影響下に入れて大帝国を築き上げた。彼自身がテュルク系ムスリムであったため、また西トルキスタンにテュルク人が多かったため、ティムール朝の武官たちはテュルク系で占められていた。
しかし、文官にいたっては知識人であるイラン系のターズィーク人が担っていた。
こうしたことでティムール朝の公用語はイラン系であるペルシア語と、テュルク系であるチャガタイ語が使われ、都市部においては二言語併用が一般化した。

### ジョチ領のテュルク
キプチャク草原を根拠地としたジョチ・ウルスは比較的早い段階でイスラームを受容し、多くのテュルク系民族を抱えていたためにテュルク化も進展した。
15世紀になると、カザン・ハン国、アストラハン・ハン国、クリミア・ハン国、シャイバーニー朝、カザフ・ハン国、シビル・ハン国といったテュルク系の王朝が次々と独立したため、ジョチ・ウルスの政治的統一は完全に失われた。

### ウズベクとカザフ
現在、中央アジアのテュルク系民族で上位を占めるのがウズベク人とカザフ人である。
これらの祖先はジョチ・ウルス東部から独立したシバン家のアブル＝ハイル・ハン（在位：1426年 - 1468年）に率いられた集団であった。
彼らはウズベクと呼ばれ、キプチャク草原東部の統一後、シル川中流域に根拠地を遷したが、ジャニベク・ハンとケレイ・ハンがアブル＝ハイル・ハンに背いてモグーリスタン辺境へ移住したため、ウズベクは2つに分離することとなり、前者をウズベク、後者をウズベク・カザフもしくはカザフと呼んで区別するようになった。
アブル＝ハイル・ハンの没後、ウズベク集団は分裂し、その多くは先に分離していたカザフ集団に合流した。勢力を増したカザフはキプチャク草原の遊牧民をも吸収し、強力な遊牧国家であるカザフ・ハン国を形成した。
やがてウズベクの集団もムハンマド・シャイバーニー・ハンのもとで再統合し、マー・ワラー・アンナフル、フェルガナ、ホラズム、ホラーサーンといった各地域を占領してシャイバーニー朝と呼ばれる王朝を築いた。

### 3ハン国
1599年にシャイバーニー朝が滅亡した後、マー・ワラー・アンナフルの政権はジャーン朝（アストラハン朝）に移行した。
ジャーン朝は1756年にマンギト朝によって滅ぼされるが、シャイバーニー朝からマンギト朝に至るまでの首都がブハラに置かれたため、この3王朝をあわせてブハラ・ハン国と呼ぶ（ただしマンギト朝はハン位に就かず、アミールを称したのでブハラ・アミール国とも呼ばれる）。また、ホラズム地方のウルゲンチを拠点とした政権（これもシャイバーニー朝）は17世紀末にヒヴァに遷都したため、次のイナク朝（1804年 - 1920年）とともにヒヴァ・ハン国と呼ばれる。そして、18世紀にウズベクのミング部族によってフェルガナ地方に建てられた政権はコーカンドを首都としたため、コーカンド・ハン国と呼ばれる。
これらウズベク人によって西トルキスタンに建てられた3つの国家を3ハン国と称する。

### ロシアの征服
13世紀に始まるモンゴル人のルーシ征服はロシア側から「タタールのくびき (татарское иго)」と呼ばれ、ロシア人にとっては屈辱的な時代であった。しかし、モスクワ大公のイヴァン4世（在位: 1533年 - 1584年）によってカザン・ハン国、アストラハン・ハン国といったジョチ・ウルス系の国家が滅ぼされると、「タタールのくびき」は解かれ、ロシアの中央ユーラシア征服が始まる。
このときロシアに降ったテュルク系ムスリムはロシア側から「タタール人」と呼ばれていたが、異教徒である彼らはロシアの抑圧と同化政策に苦しめられ、カザフ草原やトルキスタンに移住する者が現れた。
16世紀末になってロシア・ツァーリ国はシベリアのシビル・ハン国を滅ぼし、カザフ草原より北の森林地帯を開拓していった。
同じ頃、カザフ草原のカザフ・ハン国は大ジュズ、中ジュズ、小ジュズと呼ばれる3つの部族連合体に分かれていたが、常に東のモンゴル系遊牧集団ジュンガルの脅威にさらされていた。
1730年、その脅威を脱するべく小ジュズのアブル＝ハイル・ハン（在位: 1716年 - 1748年）がロシア帝国に服属を表明し、中ジュズ、大ジュズもこれにならって服属を表明した。
19世紀の半ば、バルカン半島から中央アジアに及ぶ広大な地域を舞台に、大英帝国（イギリス）とロシア帝国との「グレート・ゲーム」が展開されていた。
ロシア帝国はイギリスよりも先にトルキスタンを手に入れるべく、1867年にコーカンド・ハン国を滅ぼし、1868年にブハラ・ハン国を、1873年にヒヴァ・ハン国を保護下に置き、1881年に遊牧集団トルクメンを虐殺して西トルキスタンを支配下に入れた。

### アナトリア半島のテュルク

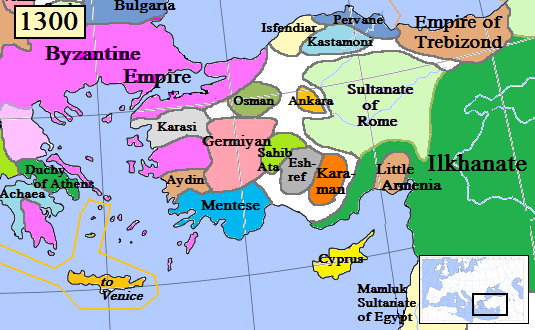
1300年のアナトリアにおけるテュルク系諸勢力。

現在、最も有名なテュルク系国家であるトルコ共和国はアナトリア半島に存在するが、テュルク人の故地から最も離れた位置にあるにもかかわらず、テュルク系最大の民族であるトルコ人が住んでいる。
これは歴史上、幾波にもわたってテュルク人がこの地に侵入し、移住してきたためである。それまでのアナトリア半島には東ローマ帝国が存在し、主要言語はギリシア語であった。
アナトリアへ最初に侵入してきたのはセルジューク朝であり、セルジューク朝によって東ローマ帝国が駆逐されると、その地にセルジューク王権の強化を好まないトゥルクマーンなどが流入してきたため、アナトリアのテュルク化が始まった。
その後はセルジューク朝の後継国家であるルーム・セルジューク朝がアナトリアに成立し、モンゴルの襲来で多くのトゥルクマーンが中央アジアから逃れてきたので、アナトリアのテュルク化・イスラーム化は一層進んだ。
14世紀にはオスマン帝国がアナトリアを中心に拡大し、最盛期には古代ローマ帝国を思わせるほどの大帝国へと発展したが、18世紀以降、オスマン帝国は衰退の一途をたどり、広大な領地は次第に縮小してアナトリア半島のみとなり、第一次世界大戦後、トルコ革命によって1922年に滅亡し、翌1923年にトルコ共和国が成立する。

### テュルクの独立
ロシア領内のテュルク人の間では、19世紀末からムスリムの民族的覚醒を促す運動が起こり、オスマン帝国を含めてテュルク人の幅広い連帯を目指す汎テュルク主義（汎トルコ主義）が生まれた。
しかし、ロシア革命が成功すると、旧ロシア帝国領内に住むテュルク系諸民族は個々の共和国や民族自治区に細分化されるに至った。一方、トルコ革命が旧オスマン帝国であるアナトリアに住むトルコ人だけのための国民国家であるトルコ共和国を誕生させた結果、汎テュルク主義は否定される形となった。
1991年のソビエト連邦崩壊後、旧ソ連から5つのテュルク系民族の共和国（アゼルバイジャン共和国、ウズベキスタン共和国、カザフスタン共和国、キルギス、トルクメニスタン）が独立。
これら諸共和国やタタール人などのロシア領内のテュルク系諸民族と、トルコ共和国のトルコ人たちとの間で、汎テュルク主義の再台頭ともみなしうる新たな協力関係が構築されつつある。

## 歴史的なテュルク系民族および政権
- 丁零
- 高車
- 悦般
- 突厥
  - 東突厥
  - 西突厥
    - 沙陀族
      - 後唐
      - 後晋
      - 後漢
        - 北漢
        - 北宋
        - 南宋
- 鉄勒
- 回鶻（ウイグル）
  - 天山ウイグル王国
  - 甘州ウイグル王国
- 堅昆（契骨、黠戛斯、キルギス）
- オグズ
- カルルク
- ブルガール人
  - ヴォルガ・ブルガール
- ハザール
- ペチェネグ
- チョールヌィ・クロブキ
  - トルク族…黒帽子族（チョールヌィ・クロブキ）のひとつ
  - ベレンデイ族…黒帽子族（チョールヌィ・クロブキ）のひとつ
  - コヴイ人…黒帽子族（チョールヌィ・クロブキ）のひとつ
  - トゥルペイ人…黒帽子族（チョールヌィ・クロブキ）のひとつ
  - ペチェネグ…黒帽子族（チョールヌィ・クロブキ）のひとつ
- カンクリ
- エメク
- キプチャク（ポロヴェツ、クマン）
- カラジ (テュルク)
- アガチェリ

### イスラーム化後のテュルク系国家
- カラハン朝
- ガズナ朝
- セルジューク朝
  - ルーム・セルジューク朝
- ホラズム・シャー朝
- マムルーク朝
- オスマン帝国
- 奴隷王朝
- ハルジー朝
- トゥグルク朝
- サイイド朝

### モンゴル帝国の解体後に生まれた主なテュルク＝モンゴル系国家
チャガタイ・ウルス系
- モグーリスタン・ハン国
- 西チャガタイ・ハン国
- ティムール朝
- ムガル帝国

ジョチ・ウルス系
- スーフィー朝
- ブハラ・ハン国
  - シャイバーニー朝
  - ジャーン朝（アストラハン朝）
  - マンギト朝
- ヒヴァ・ハン国
  - ウルゲンチのシャイバーニー朝
  - イナク朝
- コーカンド・ハン国
- シビル・ハン国
- カザン・ハン国
- カザフ・ハン国
- アストラハン・ハン国
- ノガイ・オルダ
- クリミア・ハン国

フレグ・ウルス（イルハン朝）系
- ジャライル朝
- 黒羊朝（カラコユンル）
- 白羊朝（アクコユンル）

## 現代のテュルク系諸民族

### 主権国家
- トルコ → トルコ人（5,549万人〜5,800万人／7,000万人）
- アゼルバイジャン → アゼルバイジャン人（720.5万人／2,050万人〜3,300万人、イランに1,200万人〜2,010万人）
- ウズベキスタン → ウズベク人（2,230万人／2,830万人）
- トルクメニスタン → トルクメン人（550万人／800万人）
- キルギス → キルギス人（380.4万人／485.5万人）
- カザフスタン → カザフ人（955万人／1,600万人）

### 連邦構成国・民族自治区
- ロシア連邦
  - タタールスタン共和国 → タタール人（555.4万人／671.2万人）
  - バシコルトスタン共和国 → バシキール人（167.3万人／205.9万人）
  - チュヴァシ共和国 → チュヴァシ人（163.7万人／180万人）
  - ハカス共和国 → ハカス人（8万人）
  - アルタイ共和国 → アルタイ人（6.7万人／7万人）
  - トゥヴァ共和国 → トゥヴァ人（24.3万人／28万人）
  - サハ共和国 → ヤクート人（44.4万人）
- ウズベキスタン
  - カラカルパクスタン共和国 → カラカルパク人（55万人）
- 中華人民共和国
  - 新疆ウイグル自治区 → ウイグル人（840万人／1,125.7万人）
- モルドバ
  - ガガウズ自治区 → ガガウズ人（12.6万人／16.2万人）

### その他の主なテュルク系民族とその居住地
- ウクライナのクリミア自治共和国では、クリミア・タタール人が人口の2割を占める。
- リトアニアやポーランド、ロシア、トルコ共和国には、ハザールを起源とするクリミア・カライム人やクリムチャク人が居住する。
- ベラルーシ、リトアニア、ポーランドには、タタール系（リプカ・タタール人、クリミア・タタール人、ノガイ族、ヴォルガ・タタール人）が居住している。
- ウクライナ、トルコには、テュルク系キリスト教徒のガガウズ人が居住している。
- キプロスの北部では、テュルク系の住民が北キプロス・トルコ共和国を立て独立を宣言している。
- アフガニスタンには、ウズベク人など多くのテュルク系民族が住む。
- イランには、北西部にアゼルバイジャンと連続する同族のアゼリー人がまとまって居住し、北東部カスピ海東南岸および南部内陸にトルクメン人が散在し、併せて人口のおよそ3割がテュルク系である。
- モンゴル国には、バヤン・ウルギー県を中心として西部にまとまった数のカザフ人が居住する。また、北部には少数のトゥバ人が居住する。
- パキスタン北部には、少数のウイグル人、トルクメン人などのテュルク系民族が居住する。ラホール近郊にも見られる。

## 遺伝子
テュルク系民族には、同じアルタイ系であるモンゴル系民族やツングース系民族に高頻度なC2系統は、カザフ（66.7%）を除きそれほど高頻度ではない。広範囲に見られるタイプとしては印欧語系インド・イラン人やスラブ人に多いR1a系統がキルギス人に63.5%、南アルタイ人に53.1%などで観察される。またヤクートはウラル系民族に関連するN系統が88%の高頻度で見られる。11世紀にトルコ族が進入したアナトリアでは在来のJ系統等が高頻度である。
テュルク系民族の明確な遺伝子の単一性は認められないことから、テュルク系民族の拡散は話者移動よりも言語置換中心であったことが示唆されている。また、調査されたほとんどのテュルク系民族は遺伝的に近隣地域の住民に似ていることから、インド・ヨーロッパ語族のような少数上位階級による支配が示唆されている。しかし、西部のテュルク系民族も、現在の南シベリアとモンゴル地域のテュルク系民族と同一の「非常に長い染色体領域」を共有している。
キルギス人、カザフ人、ウズベク人、トルクメン人、アルタイ人など中央アジアのテュルク系民族は、モンゴロイドとコーカソイドの混合体である。西端のトルコ人のはコーカソイド、東端のヤクートはモンゴロイドとされるが、それぞれモンゴロイドとコーカソイドの遺伝子を僅かに含んでいる。